# Agravity Boys
Agravity Boys (アグラビティ ボーイズ) est un shōnen  manga écrit par Atsushi Nakamura. Il est prépublié dans le Weekly Shōnen Jump du 9 décembre 2019 au 4 janvier 2021, puis publié en volumes reliés par l'éditeur japonais Shūeisha. La série compte un total de 7 volumes.

## Synopsis
En 2118, quatre jeunes astronautes se dirigent vers les étoiles pour trouver une nouvelle frontière de l'humanité ! Deux jours après leur départ, la Terre est dévorée par un trou noir ! Plongés dans un destin auquel ils ne peuvent échapper, ces jeunes amis atteignent leur destination d'Alpha Jumbro et comptent y vivre le reste de leur vie. Comment l'humanité survivra-t-elle dans cette comédie farfelue de survie dans l'espace ?!

## Personnages
Saga Tachikaze (タチカゼ・サガ, Tachikaze Saga)
C'est le chef du groupe d'astronaute Agravity Boys. Il a réussi l'exploit de traverser l'océan Pacifique à la voile depuis le Japon alors qu'il était au lycée, et il est capable de piloter tout type de véhicule, des vaisseaux spatiaux aux chevaux. Il peut paraître lâche, mais il est capable de donner des instructions à son équipage rapidement et à un sang-froid hors-pair. Etant orphelin, plus jeune il vivait en faisant des paris sportifs et en étant pilote d'essai. En raison de son absence d'éducation, il manquait de bon sens lorsqu'il est entré à l'école secondaire mais Chris lui a enseigné diverses notions de bon sens. C'est un passionné et collectionneur de baskets.

## Manga
Agravity Boys est dessiné par Atsushi Nakamura. La série débute sa prépublication dans le numéro 2 du magazine Weekly Shōnen Jump sorti le 9 décembre 2019, et se termine dans le numéro 5•6 du 4 janvier 2021, et un chapitre épilogue paru le 30 avril 2021 dans le magazine Jump GIGA,. L'éditeur Shūeisha publie les chapitres en  tankōbon et compte un total de 7 volumes, avec un premier volume sorti le 3 avril 2020 et le dernier paru le 2 juillet 2021.

### Liste des volumes
| no | Japonais       | Japonais          |
| no | Date de sortie | ISBN              |
| --- | -------------- | ----------------- |
| 1 | 3 avril 2020   | 978-4-08-882302-7 |
| Liste des chapitres : - Chapitre 1 : ジェナダイバージョン３to１ (Jennadai Version 3 to 1) - Chapitre 2 : (Downtoys boys, Uptown girl?) - Chapitre 3 : (I'm Gonna Be (500au)) - Chapitre 4 : (gobbledigook) - Chapitre 5 : (Live to Tell the Tale) - Chapitre 6 : (Settler) - Chapitre 7 : (The district sleeps alone tonight)                                                              |                |                   |
| 2 | 3 juillet 2020 | 978-4-08-882345-4 |
| Liste des chapitres : - Chapitre 8 : (3 Trash Hyper Blues) - Chapitre 9 : (The Flame and the Arrow) - Chapitre 10 : (Blink of stars) - Chapitre 11 : (Fior Di Latte) - Chapitre 12 : (Brand New Sunset) - Chapitre 13 : (I Still Remember) - Chapitre 14 : (You! Me! Dancing!) - Chapitre 15 : (Heartstrings!) - Chapitre 16 : (They Don't Care About Us)                                  |                |                   |
| 3 | 2 octobre 2020 | 978-4-08-882421-5 |
| Liste des chapitres : - Chapitre 17 : (Lost in the Supermarket) - Chapitre 18 : (Farewell for Alesta) - Chapitre 19 : (Get it Together) - Chapitre 20 : (arne) - Chapitre 21 : (Finally We Are No One) - Chapitre 22 : (all I understand is that i don't understand) - Chapitre 23 : (The day will come before long) - Chapitre 24 : (Her space holiday) - Chapitre 25 : (It Doesn't Stop) |                |                   |
| 4 | 4 janvier 2021 | 978-4-08-882494-9 |
| Liste des chapitres : - Chapitre 26 : (Modal Soul) - Chapitre 27 : (Past Is Prologue) - Chapitre 28 : (Street Fighting Man) - Chapitre 29 : (Broccoli) - Chapitre 30 : (Strawberry Swing) - Chapitre 31 : (Mellow Out) - Chapitre 32 : (Holocene) - Chapitre 33 : (The Journey Continues) - Chapitre 34 : (Hidy Hidy little Otter Like the wind)                                           |                |                   |
| 5 | 2 avril 2021   | 978-4-08-882593-9 |
| Liste des chapitres : - Chapitre 35 : (Mr. Blue Sky) - Chapitre 36 : (Pride) - Chapitre 37 : (Down Metropolice) - Chapitre 38 : (Places We're Trying to Find) - Chapitre 39 : (my honey dip) - Chapitre spécial : ケンパトリツワ (Ken Patoritsuwa) - Chapitre 37.5 : (In My Opinion) - Chapitre 33 : (The Journey Continues) - Side Story 1 : (Subzero)                                    |                |                   |
| 6 | 2 juillet 2021 | 978-4-08-882706-3 |
| Liste des chapitres : - Chapitre 40 : (CENTER OF UNIVERSE) - Chapitre 41 : (Heart) - Chapitre 42 : (Count On Me) - Chapitre 43 : (GIRLS in the α•Jumbro) - Chapitre 44 : (Blank Space) - Chapitre 45 : (Go Now) - Side Story 2 : (In a Safe Place) - Chapitre spécial : ジェナダイバージョン3to1 (Jena dai bājon 3 to 1) - Side Story 2.5 : (New days)                                     |                |                   |
| 7 | 2 juillet 2021 | 978-4-08-882707-0 |
| Liste des chapitres : - Chapitre 46 : (Time After Time) - Chapitre 47 : (Mirror) - Chapitre 48 : (The Guide) - Chapitre 49 : (Tonight, Tonight) - Chapitre 50 : (Defying Gravity) - Chapitre final : (Hoppipolla) - Side Story 3 : (Linear children) - Side Story 4 : (The History of Everything)                                                                                          |                |                   |

## Réception
En 2020, le manga a été nommé pour le 6e Next Manga Awards et s'est classé 6e sur les 50 nommés avec 15 339 votes,,. La série s'est classée 25e sur la liste des "Livres de l'année" 2021 du magazine Da Vinci.

### Œuvres
Édition japonaise
1. 1 2 3 4  Tome 7
2. 1 2 3  Tome 1
3. 1 2  Tome 2
4. 1 2  Tome 3
5. 1 2  Tome 4
6. 1 2  Tome 5
7. 1 2  Tome 6